# لینا هیدی
لینا کاترین هیدی (انگلیسی: Lena Kathren Headey؛ زادهٔ ۳ اکتبر ۱۹۷۳) بازیگر بریتانیایی است. او برای به تصویر کشیدن ملکه گورگو در فیلم اکشن تاریخی ۳۰۰ (۲۰۰۶) و سرسی لنیستر در مجموعهٔ تلویزیونی درام فانتزی بازی تاج‌وتخت (۲۰۱۱–۲۰۱۹) که برایش نامزد دریافت پنج جایزهٔ امی ساعات پربیننده شد، به شهرت جهانی دست یافت.
هیدی فعالیتش را در اوایل دههٔ ۱۹۹۰ آغاز کرد و در فیلم‌های تحسین‌شدهٔ بازماندهٔ روز (۱۹۹۳) و کتاب جنگل (۱۹۹۴) حضور یافت. او بابت بازی در بازی ریپلی (۲۰۰۲)، برادران گریم (۲۰۰۵)، ۳۰۰ و پاکسازی (۲۰۱۳) در میان عموم شناخته شد. او در سال ۲۰۱۹ کشتی‌گیر حرفه‌ای سرایا سویت را در کمدی-درام مبارزه با خانواده‌ام به تصویر کشید. هیدی علاوه بر این نقش سارا کانر را در مجموعهٔ تلویزیونی علمی تخیلی نابودگر: ماجراهای سارا کانر (۲۰۰۸–۲۰۰۹) ایفا کرده‌است.

## فیلم‌شناسی

### سینما
| سال تولید | نام فیلم                       | نقش                 |
| --------- | ------------------------------ | ------------------- |
| ۱۹۹۲      | سرزمین آب                      | مری جوان            |
| ۱۹۹۳      | خانه تابستانی                  | مارگارت             |
| ۱۹۹۳      | سده                            | میریام              |
| ۱۹۹۳      | بازمانده روز                   | لیز                 |
| ۱۹۹۴      | کتاب جنگل                      | کاترین آن           |
| ۱۹۹۵      | گروتسک                         | کلیو کول            |
| ۱۹۹۷      | چهره                           | کانی                |
| ۱۹۹۷      | خانم دالووی                    | سالی جوان           |
| ۱۹۹۸      | مردی با باران در کفش‌هایش       | سیلویا وِلد          |
| ۱۹۹۹      | آنگین                          | اولگا لارینا        |
| ۲۰۰۰      | روپ واک                        | آلیسون              |
| ۲۰۰۰      | سخن‌چینی                        | کتی جونز            |
| ۲۰۰۰      | آبردین                         | کیرو هلر (کیسا)     |
| ۲۰۰۱      | آنازابتا                       | ماتیلدا             |
| ۲۰۰۱      | افسر آزادی مشروط               | اما                 |
| ۲۰۰۲      | طوفان گردهمایی                 | آوا ویگرم           |
| ۲۰۰۲      | تسخیر                          | بلانچه گلوور        |
| ۲۰۰۲      | بازی ریپلی                     | سارا تراوانی        |
| ۲۰۰۳      | بازیگرها                       | دولورس              |
| ۲۰۰۳      | بدون پاسخ کلامی                | دکتر مگان پیلای     |
| ۲۰۰۵      | برادران گریم                   | آنجلیکا             |
| ۲۰۰۵      | غار                            | دکتر کاترین جنینگز  |
| ۲۰۰۵      | تصور کن من و تو                | لوس                 |
| ۲۰۰۷      | ۳۰۰                            | گورگو، ملکه اسپارتا |
| ۲۰۰۷      | پیمانکار                       | بازرس آنت بالارد    |
| ۲۰۰۷      | سنت ترینیان                    | خانم دیکنسون        |
| ۲۰۰۸      | شکسته                          | جینا مک وی          |
| ۲۰۰۸      | بارون سرخ                      | کیت آترس دورف       |
| ۲۰۰۸      | فاحشه                          | مامان               |
| ۲۰۰۹      | عروسی شیطان                    | عروس شیطان          |
| ۲۰۰۹      | افشاگر                         | الیزابت             |
| ۲۰۱۲      | درد                            | مادلین مادریگال     |
| ۲۰۱۳      | پاکسازی                        | ماری سندین          |
| ۲۰۱۳      | ابزارهای مرگبار: شهر استخوان‌ها | جاسلین فرای         |
| ۲۰۱۴      | پایین پایین                    |                     |
| ۲۰۱۴      | ۳۰۰: ظهور یک امپراتوری         | گورگو، ملکه اسپارتا |
| ۲۰۱۵      | زیپ                            | جنی الیس            |
| ۲۰۱۶      | غرور و تعصب و زامبی‌ها          | بانو کاترین د بورگ  |
| ۲۰۱۹      | مبارزه با خانواده‌ام            | جولیا               |

### سریال
| سال تولید | نام                         | نقش           | اپیزود                             |
| --------- | --------------------------- | ------------- | ---------------------------------- |
| ۱۹۹۳      | سرباز سرباز                 | شینا باولس    | ۳ قسمت                             |
| ۱۹۹۳      | اسپندر                      | ایمیلی گودمن  | ۲ قسمت                             |
| ۱۹۹۶      | بالیکیسنجل                  | جنی کلارک     | قسمت: «کارهایی که برای عشق می‌کنیم» |
| ۱۹۹۶–۱۹۹۷ | گروهی از طلا                | کولت          | ۸ قسمت                             |
| ۱۹۹۷      | کاوانا کیو سی               | ناتاشا جکسون  | قسمت: «کیسه سیاسی»                 |
| ۱۹۹۷      | گرسنگی                      | استف رینولدز  | قسمت: «سه‌نفره»                     |
| ۱۹۹۸      | مرلین                       | ملکه گوینوره  | ۳ قسمت                             |
| ۲۰۰۴      | لانگ فرم                    | روبی رایدر    | ۲ قسمت                             |
| ۲۰۰۶      | اولترا                      | پنی           | سریال آزمایشی: برداشت نشده         |
| ۲۰۰۸–۲۰۰۹ | نابودگر: ماجراهای سارا کانر | سارا کانر     | ۳۱ قسمت                            |
| ۲۰۰۹      | نمایش دسته ابرقهرمان        | بیوه سیاه     | قسمت: «مرگبار نیش بیوه سیاه است!»  |
| ۲۰۱۱–۲۰۱۹ | بازی تاج‌وتخت                | سرسی لنیستر   | نقش اصلی                           |
| ۲۰۱۱      | یقه سفید                    | سالی          | قسمت: «در نظر داشتن»               |
| ۲۰۱۳      | سسمی استریت                 | هرسلف         | قسمت: «سایمون می‌گوید»              |
| ۲۰۱۷–۲۰۱۴ | عمو پدربزرگ                 | خاله مادربزرگ | ۴ قسمت                             |
| ۲۰۱۸–۲۰۱۶ | شکارچیان ترول               | موگانا        | ۱۳ قسمت                            |

### بازی ویدئویی
| سال  | نام بازی     | نقش                 |
| ---- | ------------ | ------------------- |
| ۲۰۰۹ | برخاسته      | پتی/کتی/جاسمین/لیلی |
| ۲۰۱۲ | بی آبرو      | کالیستا کرنو        |
| ۲۰۱۴ | بازی تاج‌وتخت | سرسی لنیستر         |